# クリミア・ソビエト社会主義共和国

クリミア・ソビエト社会主義共和国
Крымская Советская Социалистическая Республика
Qırım Şuralar Sotsialistik Cumhuriyeti

クリミア・ソビエト社会主義共和国（クリミア・ソビエトしゃかいしゅぎきょうわこく、ロシア語: Крымская Советская Социалистическая Республика、クリミア・タタール語: Qırım Şuralar Sotsialistik Cumhuriyeti）は、1919年の短期間クリミア半島に存在した、ロシア・ソビエト連邦社会主義共和国の一部としてのボリシェヴィキ国家である。首都はシンフェロポリ。クリミア社会主義ソビエト共和国とも呼ばれる。

## 歴史
1919年4月、ボリシェヴィキは前年3月のタヴリダ・ソビエト社会主義共和国建国時に次いで、クリミア半島へ2度目の侵攻を果たした。赤軍第3軍がケルチ半島を除くクリミア全域を占領し、4月28日から29日にかけてシンフェロポリで開催されたボリシェヴィキ地方党大会において、クリミア・ソビエト社会主義共和国建国と革命委員会 (en) 政府発足の決議が採択された。
同月30日にはボリシェヴィキはクリミア半島全域を支配するに至り、5月5日にドミトリー・ウリヤーノフ（ウラジーミル・レーニンの弟）を議長とする政府が発足した。同日、第3ウクライナ・ソビエト部門 (ru) の下にクリミア・ソビエト軍 (ru) が形成された。6月6日にソビエト・クリミアはロシア、ウクライナ、リトアニア＝白ロシア、ラトビアから成る軍事同盟に参加した。5月15日に発足したクリミア共和国革命軍事会議は6月5日にクリミア軍革命軍事会議へと改組された。
ソビエト・クリミアは、あらゆる民族の平等に基づく非ネイション的存在であると宣言され、産業の国有化や地主、クラーク、教会の土地の没収が行われた。また、ソビエト・クリミアは以前のタヴリダ・ソビエト社会主義共和国よりもクリミア・タタール人の利益に順じた存在であり、タタール人の左翼人士は政府で職を得ることも許されていた。社会ではなめし皮や缶詰、タバコの工場を復旧させる努力がなされ、ロシア・ソビエト連邦社会主義共和国人民委員会議からの援助でクリミアをリゾート地として復興させる動きもあった。
しかし、5月下旬には白軍のアントーン・デニーキン率いる義勇軍がソビエト・クリミアを脅かし始め、6月18日にヤーコフ・スラシチョーフ指揮下の白軍勢力がコクテベリへ上陸した。そして最終的に、ソビエト・クリミアの指導者らは同月23日から26日までにクリミアを脱出してヘルソンとモスクワへ逃れ、その後白軍はクリミアでの支配を確立した。

## 主な閣僚
- ドミトリー・ウリヤーノフ - 人民委員会議議長・保健人民委員
- パヴェル・ディベンコ（ロシア語版） - 陸海軍人民委員
- イワン・ナズキン - 教育人民委員
- アレクサンドラ・コロンタイ - 宣伝人民委員
- I・イブライモフ (И.Ибраимов) - 法務人民委員
- S・イドリソフ (С.Идрисов) - 農務人民委員
- S・メメトフ (С.Меметов) - 外務人民委員